# Lego Star Wars: Opowieści droidów
Lego Star Wars: Opowieści droidów (ang. Lego Star Wars: Droid Tales) – amerykański film animowany wyprodukowany przez Lego, Walt Disney i Lucasfilm Animation. Klockowa wersja słynnej gwiezdnej sagi. Przedstawia wydarzenia z kinowych wersji filmów, z naciskiem na starą trylogię. Wszystkie opowieści snuje C-3PO, wspierany przez R2-D2. Humor i tematyka są ukierunkowane na młodszych odbiorców.

## Wersja oryginalna
- Anthony Daniels – C-3PO
- Tom Kane – Yoda / Qui-Gon Jinn
- Trevor Devall – Palpatine / Admirał Ackbar / Boba Fett
- Eric Bauza – Luke Skywalker
- Michael Donovan – Hrabia Dooku / Obi-Wan Kenobi
- Michael Daingerfield – Han Solo
- Heather Doerksen – Leia Organa
- Matt Sloan – Darth Vader
- Lee Tockar – Nute Gunray
- Kirby Morrow – Anakin Skywalker
- Billy Dee Williams – Lando Calrissian
- Brian Drummond – Watto
- Sam Vincent – Młody Obi-Wan
- Adrian Holmes – Mace Windu
- Montana Norberg – Padme Amidala
- Colin Murdock – Generał Veers
- Andrew Francis – Bail Organa
- Alan Marriott – Agent Kallus
- Adrian Petriw – Ezra Bridger
- Paul Dobson – Ki-Adi-Mundi
- Elysia Rotaru – Sabine Wren
- Michael Benyaer – Kanan Jarrus

## Wersja polska
Wersja polska: SDI Media Polska

Reżyseria: Agnieszka Zwolińska

Dialogi: Ewa Mart

Wystąpili:
- Grzegorz Wons –
  - C-3PO,
  - Imperator Palpatine / Darth Sidious,
- Mieczysław Morański –
  - Admirał Ackbar,
  - Jar Jar Binks
- Tomasz Bednarek – Anakin Skywalker (odc. 1)
- Igor Obłoza – Anakin Skywalker (odc. 2)
- Zbigniew Konopka – Hrabia Dooku
- Mariusz Czajka – Yoda
- Jarosław Domin – Obi-Wan Kenobi
- Robert Jarociński – Mace Windu
- Zbigniew Dziduch –
  - narrator,
  - Nute Gunray,
  - Qui-Gon Jinn,
  - Zeb Orrelios
- Jacek Kopczyński –
  - Darth Maul,
  - Generał Grievous
- Piotr Polak – Han Solo
- Wojciech Paszkowski –
  - Jango Fett,
  - Boba Fett
- Bernard Lewandowski – Młody Anakin Skywalker
- Jakub Szydłowski – Lando Calrissian
- Kacper Kuszewski – Luke Skywalker
- Aleksandra Rojewska – Padmé Amidala
- Monika Pikuła – Księżniczka Leia
- Agnieszka Kunikowska – Shmi Skywalker
- Jarosław Boberek – Watto
- Przemysław Wyszyński – Beed
- Łukasz Talik – Tion Medon
- Monika Węgiel – Hera Syndulla
- Ewa Prus – Sabine Wren
- Piotr Grabowski – Kanan Jarrus
- Krzysztof Banaszyk – Agent Kallus
- Maciej Musiał – Ezra Bridger
- Leszek Filipowicz – Bail Organa
- Grzegorz Pawlak – Darth Vader
- Maciej Więckowski – Owen Lars
- Jacek Król – Generał Motti

## Spis odcinków
| Światowa premiera | Polska premiera | Nr | Polski tytuł        | Angielski tytuł       |
| ----------------- | --------------- | -- | ------------------- | --------------------- |
| SERIA PIERWSZA    |                 |    |                     |                       |
|                   |                 |    |                     |                       |
| 06.07.2015        | 29.08.2015      | 01 | Ucieczka z Endoru   | Exit From Endor       |
|                   |                 |    |                     |                       |
| 24.08.2015        | 26.09.2015      | 02 | Kryzys na Coruscant | Crisis on Coruscant   |
|                   |                 |    |                     |                       |
| 07.09.2015        | 16.12.2015      | 03 | Misja do Mos Eisley | Mission to Mos Eisley |
|                   |                 |    |                     |                       |
| 12.10.2015        | 17.12.2015      | 04 | Lot Sokoła          | Flight of the Falcon  |
|                   |                 |    |                     |                       |
| 02.11.2015        | 18.12.2015      | 05 | Manewr na Geonosis  | Gambit on Geonosis    |